# دریاچه تنیس
دریاچه تنیس (روسی: Тенис) یک دریاچه در روسیه است که در دشت ایشیم و دشت سیبری غربی استان امسک قرار دارد.